# جيش ألمانيا الشرقية
جيش ألمانيا الشرقية (بالألمانية: Nationale Volksarmee)‏، ويسمى في التسمية الرسمية (الجيش الشعبي الوطني) ، ويختصر الشعار باللغة الألمانية NVA .
كان جيش الشعب الوطني هو جيش ألمانية الشرقية من سنة 1956م قبل أن ينحل سنة 1990 بعد إزالة جدار برلين سنة 1989م. كان الجيش الألماني الشرقي يشتري غالبية الأسلحة والآلات الحربية من الاتحاد السوفيتي، دون أن يسمح لحكومة ألمانيا الشرقية لصناعة الألات الحربية والأسلحة داخل ألمانيا.
تم تنظيم الجيش الشعبي الوطني (NVA) في أربع فروع: قوات البرية (Landstreitkräfte)، البحرية الشعبية (Volksmarine)، القوات الجوية (Luftstreitkräfte)، وقوات الحدود (Grenztruppen). كان الجيش الشعبي الوطني تابعاً لوزارة الدفاع الوطني في ألمانيا الشرقية ويخضع لقيادة مجلس الدفاع الوطني لألمانيا الشرقية، وكان مقره الرئيسي في شتراوسبرغ، على بعد 30 كيلومتر شرق برلين الشرقية. منذ عام 1962، كانت الخدمة العسكرية إلزامية لجميع الذكور في جمهورية ألمانيا الديمقراطية الذين تتراوح أعمارهم بين 18 و60 عامًا، حيث كانت مدة الخدمة 18 شهرًا. وكان الجيش الشعبي الوطني الوحيد في حلف وارسو الذي يقدم أدوارًا غير قتالية لمعارضو الخدمة العسكرية، الذين كانوا يُعرفون بـ"جنود البناء" (Bausoldat). بلغ عدد أفراد الجيش الشعبي الوطني ذروته في عام 1987 حيث وصل إلى 175,300 فرد.
تم تشكيل الجيش الشعبي الوطني (NVA) في 1 مارس 1956 ليحل محل الشرطة الشعبية (Kasernierte Volkspolizei)، وتحت تأثير الجيش السوفيتي أصبح واحدًا من الجيوش التابعة «لحلف وارسو» التي تجابه «حلف شمال الأطلسي» (الناتو) خلال الحرب الباردة. وقد صَنف معظم ضباط حلف شمال الأطلسي الجيش الشعبي الوطني كأفضل جيش في حلف وارسو استنادًا إلى الانضباط العسكري، ودقة التدريب، وجودة قيادة الضباط. لم يخض الجيش الشعبي الوطني أي حروب، لكنه شارك في غزو حلف وارسو لتشيكوسلوفاكيا في عام 1968، وأرسل مستشارين عسكريين إلى دولة شيوعية في دول أخرى، وتولى حراسة جدار برلين حيث كان مسؤولاً عن العديد من الوفيات.
تم حل الجيش الشعبي الوطني في 2 أكتوبر 1990 مع جمهورية ألمانيا الديمقراطية قبل إعادة توحيد ألمانيا، وتم تسليم مرافقها ومعداتها إلى القوات المسلحة لألمانيا الغربية، والتي استوعبت أيضًا معظم أفراده تحت رتبة ضابط صف.

شعار القوات المسلحة لجمهورية ألمانيا الديمقراطية – يستخدم لمركبات الجيش.

## إحصائيات الجيش الألماني الشرقي
كان يملك الجيش الألماني الشرقي العديد من الأسلحة والمدرعات، وتعد الأقوى في ألمانيا الشرقية :
- يملك القوات الجوية الشرقية الألمانية 717 طائرة حربية من نوع ميج 29
- يملك السفن الألمانية نحو 208 سفينة .
- يملك الجيش الألماني نحو 2.711 دبابة .
- يملك الجيش 133.900 ألف مدرعة حربية متنوعة .

## صور
- قوات الحدود التابعة لجمهورية ألمانيا الديمقراطية وأعضاء من مجموعات قتالية من الطبقة العاملة على حدود قطاع برلين في 14 أغسطس 1961.
- جنود من فوج الحرس فريدريك إنجلز يسيرون في مراسم تغيير الحرس في ساحة الحرس الجديدة في برلين.
- الزي الميداني الذي يرتديه جنود الحدود في جمهورية ألمانيا الديمقراطية.
- مقاتلة ميج-29 في سلاح الجو الألماني الشرقي.

## وصلات خارجية
- Nationale Volksarmee & the GDR Forum
- AHF - Nationale Volksarmee (NVA)
- RFE/RL East German Subject Files: Armed Forces Open Society Archives, Budapest